# اسیوند
اسیوند یکی از طوایف ایل بختیاری، از شاخه هفت‌لنگ و از باب دورکی می‌باشد، که از ۹ تیره تشکیل شده است.

## پیشینه
طایفه اوسیوند نیز قبل از یکجانشین کردن عشایر، مانند تمامی طایفه‌های ایل بختیاری، به ییلاق و قشلاق، می‌پرداختند. قشلاق (گرمسیر) این طایفه، در استان خوزستان، در شهرستان لالی و آبادی ططر آباد، خواجه آباد، حرنوک و اوسیلا و ییلاق (سردسیر) آن‌ها، در استان چهارمحال و بختیاری در روستاهای اوگرمه، حی به کیف و چال گورو قرار داشت، که این مناطق امروزه متعلق به طایفه اوسیوند می‌باشد.
طایفه اسیوند، از ۹ تیره تشکیل شده است، که عبارتند از: خواجه، (از ۲ تش تاج‌پور و فولادی) پِل (از ۲ تش پل گپ یا عالیپور و پل کوچک)، گاودوش، (از ۳ تش هزاریان، جهان‌بین و حسین‌وند) شهماروند (اولاد آکلبی، اولاد آصابر، اولا آهادی، اولاد آفرخ، اولاد آفریدون، اولاد آصیدالی) بردین (از ۳ تش زردوند، حاجی‌پور و شاهرخ‌وند) و مرغایی. (این تیره با نام خراسانی نیز شناخته می‌شود. واژه مرغاو یا همان مرو، نام پیشین خراسان بوده است. این گروه در زمان نادرشاه به منطقه بختیاری کوچ کردند)

## زیستگاه
ییلاق
شهرستان اردل، شهرستان فارسان و شهرستان کیار از توابع استان چهارمحال و بختیاری.
قشلاق
شهرستان لالی از توابع استان خوزستان.

## تیره‌های طایفه اسیوند
1. خواجه
2. پل
3. بردین
4. مرغایی
5. گاودوش
6. شهماروند